# Kala e Dodës
Kala e Dodës es un municipio del distrito de Dibër, en el condado de Dibër, Albania. 
Se encuentra situado en la zona centro-norte del país, a poca distancia al noreste de Tirana y al oeste de la frontera con Macedonia del Norte, con una población a finales de 2011 de 2252 habitantes.